# Strauchmargerite

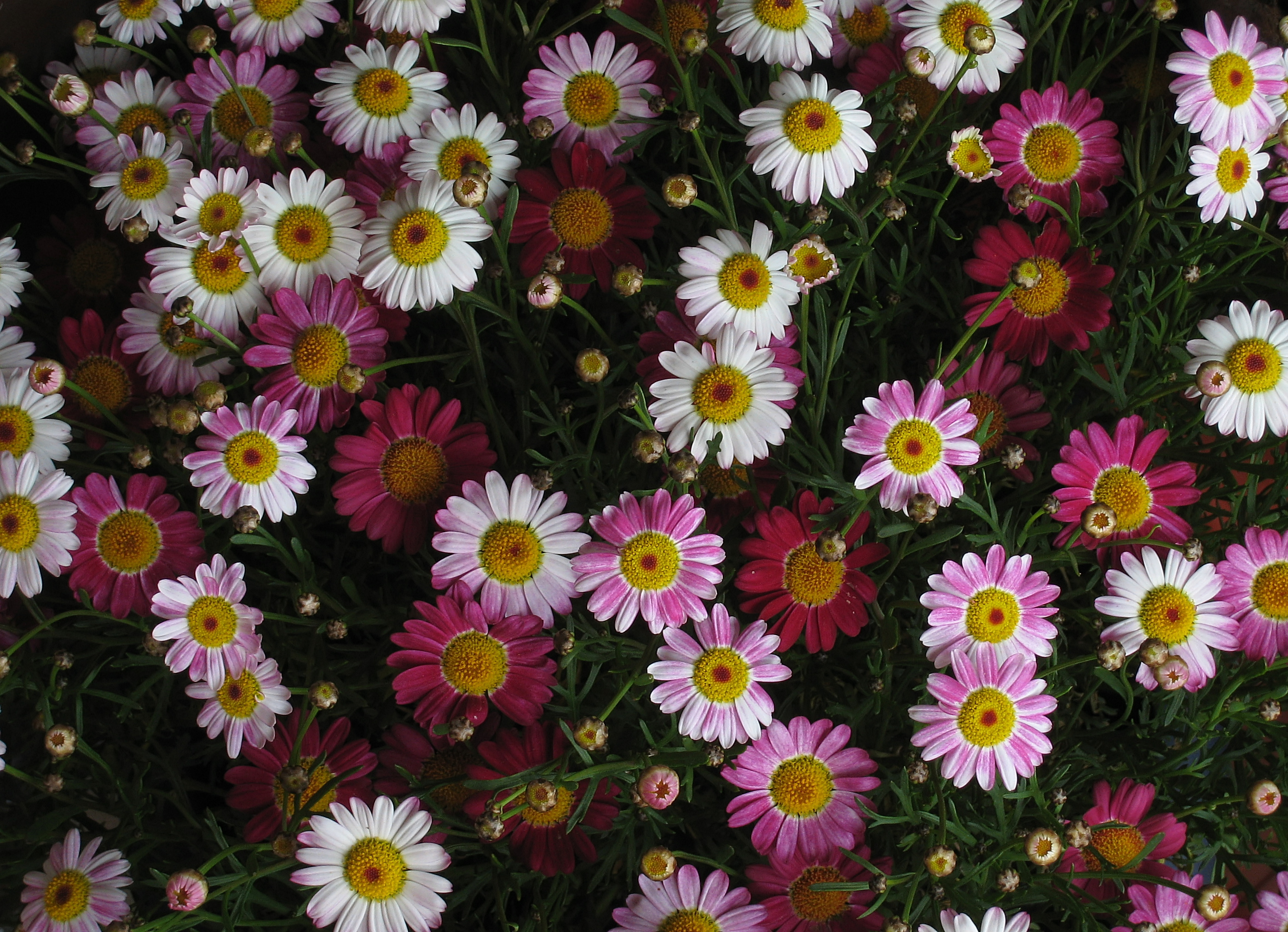
Strauchmargerite aus dem Blumenhandel

Die Strauchmargerite (Argyranthemum frutescens, Syn.: Chrysanthemum frutescens L.), auch Buschige Margerite, ist auf den Kanarischen Inseln beheimatet. Sie zählt zur Gattung Argyranthemum. Sie ist eine ausdauernde, strauchig bis halbstrauchig wachsende Pflanze, ist aber in Mitteleuropa nicht winterhart.
Die echte Art ist im Blumenhandel aber eher selten erhältlich. Sehr verbreitet sind dagegen Kreuzungen mit anderen Argyranthemum-Arten. Die Form mit Stämmchen wird durch das Abschneiden der unteren Triebe erreicht.

## Beschreibung
Es handelt sich um Sträucher, außerhalb der Kanaren auch um ausdauernde Halbsträucher, die wild Höhen zwischen 20 und 80 cm erreichen. Die stark verzweigte Pflanze wächst oft kugelig-buschig mit aufsteigenden bis aufrechten Zweigen.
Die wechselständigen, mehr oder weniger fleischigen und blaugrünen Blätter sind im Umriss oval bis oval-lanzettlich, 1–8 cm lang und 4–6 cm breit. Sie sind tief fiederschnittig mit gesägten Fiedern, die am Ende oft dreispitzig sind.
Die Blütenstände sind lockere Schirmtrauben aus vier bis 30 Blüten. Die bei den meisten Unterarten etwa 8 mm langen Zungen der Zungenblüten sind rein weiß, weiblich und bilden fertile Achänen, welche dreikantig bis hornartig geflügelt sind. Die Achänen der gelben Röhrenblüten sind steril und lediglich einflügelig. Der Pappus ist stets unregelmäßig kronenförmig. 

## Verbreitung und Standortansprüche
Wie die anderen Argyranthemum-Arten stammt die Strauchmargerite von den Kanarischen Inseln. Auf El Hierro, La Gomera, Teneriffa und Gran Canaria ist sie in den Küstenregionen häufig, auf La Palma sehr selten. Insgesamt ist sie die häufigste Art der Gattung auf den Kanaren.
Die Pflanze wächst häufig in Sukkulentengebüschen auf durchlässigen, schlechten Böden in voller Sonne, gerne auch in Küstennähe in Höhenlagen bis 700 Meter. Aus diesem Grund verwildert sie in wärmeren Gebieten der Welt leicht.

## Unterarten
Die Art ist sehr variabel. Aus diesem Grund wurden mehrere Unterarten und Varietäten beschrieben. Die Unterarten sind:
- Argyranthemum frutescens subsp. frutescens: Mit 1–4 cm langen, meist kahlen Blättern und 6–12 mm breiten Blütenköpfchen. Auf Küstenfelsen im Norden von Gran Canaria und Teneriffa.[1]  Die Chromosomenzahl beträgt 2n = 18.[2]
- Argyranthemum frutescens subsp. succulentum Humphries: Mit stark sukkulenten, an der Spitze stumpfen Blättern und 6–8 mm breiten Blütenköpfchen. Auf El Hierro und Teneriffa.[1] Die Chromosomenzahl beträgt 2n = 18.[2]
- Argyranthemum frutescens subsp. gracilescens (H. Christ) Humphries: Mit fadenförmigen Blattlappen. Im Süden von Teneriffa.[1]
- Argyranthemum frutescens subsp. parviflorum (Pit. & Proust) Humphries: Mit nur 4–7 mm langen Zungen und 4–6 mm breiten Blütenköpfchen. Auf La Gomera und Teneriffa.[1]
- Argyranthemum frutescens subsp. foeniculaceum (Pit. & Proust) Humphries: Mit bis zu 15 mm langen Zungen. Auf La Gomera.[1] Die Chromosomenzahl beträgt 2n = 18.[2]
- Argyranthemum frutescens subsp. canariae (H. Christ) Humphries: Ebenfalls mit deutlich sukkulenten Blättern und 12–20 mm breiten Blütenköpfchen. Im Norden von Gran Canaria.[1]
- Argyranthemum frutescens subsp. pumilum Humphries: Mit 12–14 mm breiten Blütenköpfchen, auf 500 m bis 600 m Höhe auf Küstenfelsen im Nordosten von Gran Canaria.[1]